# Staatliche Universität Batken
Die Staatliche Universität Batken ist eine kleine staatliche nichtkommerzielle Universität in der kirgisischen Stadt Batken. Die Universität besitzt weiterhin Filialen in verschiedenen Städten im Oblus Batken.
Sie entstand im Jahr 2000 als erste derartige Bildungseinrichtung im Oblus Batken. Am Campus gibt es u. a. eine Bibliothek und verschiedene Sporteinrichtungen.
An der Universität studieren etwa 5000 Studenten bei etwa 167 akademischen Angestellten. Etwa die Hälfte der Studierenden sind Usbeken. Die Universität vergibt unter anderem Bachelor-Abschlüsse in verschiedenen Fächern und wird vom Bildungsministerium Kirgisistans anerkannt. Rektor ist Aidarbek Gyjasow.

## Fakultäten
- Wirtschaft
- Humanwissenschaften
- Naturwissenschaften
- Bildung